# Ґурка-Кльоновська-Кольонія
Ґурка-Кльоновська-Кольонія (пол. Górka Klonowska-Kolonia) — село в Польщі, у гміні Кльонова Серадзького повіту Лодзинського воєводства.
У 1975-1998 роках село належало до Серадзького воєводства.